# Разорёнов, Алексей Ермилович
Алексей Ермилович Разорёнов (фамилия писалась также Раззоренов; 1819, Московская губерния — 1891, Москва) — русский поэт, автор слов известного романса «Не брани меня, родная».

## Биография
Происходил из крестьян Московской губернии; родился в 1819 году в селе Малое Уварово, но позднее из крестьян перешел в мещане, был мещанином московской Гончарной слободы.
Нигде не учился, был самоучкой, «научился у приходского пономаря начаткам грамоты по псалтири, — чем и закончилось все его образование. Был сначала приказчиком, потом лакеем, актёром, разносчиком, затем открыл в Москве собственную мелочную овощную лавочку, в которой и торговал около тридцати лет». Эта лавочка стала своеобразным литературным клубом, где собирались в основном поэты-самоучки.
Очевидно, предпринимательство мало интересовало поэта. Он «содержал мелочную лавочку в Москве, где, за прилавком, и написана большая часть его произведений». В некрологе А. Е. Разорёнову автор писал: «В высшей степени оригинально было видеть старика-лавочника в длиннополом (московском) полукафтане, декламирующего из-за прилавка целые монологи из „Гамлета“, „Короля Лира“, „Ляпунова“, „Скопина-Шуйского“, „Велизария“ и других пьес и с чисто юношеским увлечением произносившего наизусть любимые места из „Демона“, „Евгения Онегина“, „Бориса Годунова“ и „Громобоя“…»
«Вся жизнь моя, — пишет Разорёнов в автобиографии, — прошла в тяжёлой борьбе за существование, среди нужды, лишений, тьмы невежества и людей, умом убогих. Писательские стремления пробудились во мне очень рано, но большинству первых моих опытов не суждено было увидеть печати. Писал много, печатал мало».
Умер 21 января (2 февраля) 1891 года. Похоронен на Ваганьковском кладбище (23 уч.).

## Семья
Отец — Ермил Фёдорович (ок. 1777—1855), у него было три жены, первая или вторая — Александра Васильевна (ок. 1781—с 1816), третья — Федосья Трифоновна (ок. 1798—с 1858)
- Первая жена (?—до ноября 1848) — фамилия, имя, отчество не установлены, умерла до ноября 1848 года[1].
  - Екатерина Алексеевна (Разорёнова) Медведева (ок. 1840—с 1884) — дочь, 9 ноября 1858 года вышла замуж за Тимофея Яковлевича Медведева (ок. 1836—с 1884), вольноотпущенного дворового человек сельца Высокого Клинского уезда Московской губернии[8], в дальнейшем, цехового башмачного цеха[9][10][11].
  - Александра Алексеевна (Разорёнова) Листова (ок. 1841—с 1860) — дочь, 31 января 1860 года вышла замуж за Московского мещанина Николая Петровича Листова (ок. 1836—с 1860)[12].
- Мария Матвеевна Разорёнова (ок. 1820—1906) — вторая жена. Похоронена на Ваганьковском кладбище[13].
- Тарас Ефремович Разорёнов (ок. 1829[14]—1906) — двоюродный племянник А. Е. Разорёнова, работал в лавочке Разорёнова, умер и похоронен в Коломне[1].

## Творчество
Стихотворения Раззоренова публиковались во многих периодических изданиях: «Грамоте», «Воскресном досуге», «Иллюстрированной газете», «Иллюстрированной неделе», «Неделе», «Радуге», «Новостях Дня», «Русском Курьере» и др. Года за два перед смертью Раззоренов собрал свои стихотворения и приготовил их для издания отдельным сборником, куда должна была войти большая поэма из народного быта. Но издание не состоялось. При его жизни был опубликован сборник, изданный И. З. Суриковым при помощи его музыкально-литературного кружка.
По воспоминаниям И. А. Белоусова, Разоренов в 1840-е годы «писал… песни в народном духе, которые нравились его сослуживцам».

### Не брани меня, родная
Среди стихов, дошедших до нашего времени, самое известное — «Не брани меня, родная…», ставшее романсом, музыку к которому в 1857 году написал композитор и пианист А. Дюбюк.
Стихотворение было сочинено в Казани в 1850-х годах, в печати впервые появилась вскоре по смерти поэта в 1891 году, в сборнике стихотворений московских поэтов-самоучек «Родные звуки».
Но существует мнение, что стихотворение написано несколько раньше, ещё в 1840-х годах в Казани для бенефиса московской актрисы, там же называется имя актрисы — Н. В. Самойлова, которая на самом деле была не московской актрисой, а петербургской, что, по всей видимости, для провинциальной публики не имело значения), но, как сообщается там же дальше, 1850-х годов стихотворение стало известно из песенных сборников как «песня московских цыган». Первый автор музыки к стихотворению, звучавшему в казанском спектакле, неизвестен. Но первой исполнительницей, скорее всего, действительно была очень известная актриса своего времени Надежда Васильевна Самойлова. «Пьеса, а особенно песня Разоренова, имела огромный успех. На другой день песня „Не брани меня, родная…“ распевалась по всей Казани — начиная с великосветских салонов и кончая лачугами пригорода, фабриками и заводами». В 1857 году стихи увидел композитор Александр Иванович Дюбюк и положил их на музыку, так появился известный романс. Кроме того, музыку к этому же стихотворению сочиняли и другие музыканты: Ф. Бюхнер, Денисова. Однако из всех музыкальных трактовок самым известным стал романс на музыку Дюбюка.
ПЕСНЯ
Не брани меня, родная,
Что я так люблю его.
Скучно, скучно, дорогая,
Жить одной мне без него.
Я не знаю, что такое
Вдруг случилося со мной,
Что так бьётся ретивое
И терзается тоской.
Всё оно во мне изныло,
Вся горю я как огнём,
Всё немило мне, постыло,
Всё страдаю я по нём.
Мне не надобны наряды
И богатства всей земли…
Кудри молодца и взгляды
Сердце бедное зажгли…
Сжалься, сжалься же, родная,
Перестань меня бранить.
Знать, судьба моя такая —
Я должна его любить!
Среди исполнителей романса: Надежда Обухова, Маруся Сава, Софья Преображенская, Людмила Зыкина, Алла Пугачёва, Евгения Смольянинова, Галина Карева, Юлия Запольская, Дарья Алексеевская, Лидия Мясникова, Валентина Левко, Елена Образцова.